# Darrell Scott
Darrell Scott, född 6 augusti 1959 i London, Kentucky, är en amerikansk singer-songwriter. Han har skrivit flera stora countrylåtar och har etablerat sig som en av Nashvilles mest framstående musiker. Han har samarbetat med bland andra Steve Earle, Sam Bush, Emmylou Harris, John Cowan, Verlon Thompson, Guy Clark, Tim O'Brien, Kate Rusby och Jimmie Dale Gilmore.
Scott, som är son till musikern Wayne Scott, flyttade som barn till East Gary i Indiana och senare till Kalifornien, Toronto och Boston. Han studerade poesi och litteratur vid Tufts University i Boston och flyttade slutligen till Nashville för att ägna sig åt countrymusiken.
Darrell Scott blev en framgångsrik låtskrivare i slutet av 1990-talet och i början av 2000-talet, då hans låtar spelades av de stora artisterna inom countrymusiken och blev stora hits. Bland de artister som har spelat in hans låtar finns Garth Brooks, Dixie Chicks, Tim McGraw och Faith Hill. Förutom sitt arbete som studiomusiker har han släppt flera egna album.

## Musikkarriär

### 1990-talet
Under den första halvan av 1990-talet medverkade han på album av John Lincoln Wright, Catie Curtis, Hypnotic Clambake, Peter Keane, Duke Levine, Suzy Bogguss och Randy Travis, där han sjöng och spelade banjo, dobro, gitarr, elbas och pedal steel guitar. 1995 medverkade han på album av Guy Clark, Kate Wallace, John Berry, Marcus Hummon, Doug Stone och Martina McBride. Vid samma tid började hans egna sånger att spelas in. Tillsammans med Hummon skrev han låten "Honky Tonk Mona Lisa," som gavs ut på Hummons album All in Good Time och på Doug Stones Faith in Me, Faith in You. Neal McCoy gjorde senare en cover på låten. Scott och Hal Ketchums An Ordinary Day sjöngs av Maura O'Connell på Stories, och Tim O'Briens Daddy's on the Roof Again gavs ut på O'Brien's Rock in My Shoe.
Scott medverkade 1996 på album av John Berry, Suzy Bogguss och Twila Paris. Tillsammans med Verlon Thompson skrev han Ol' Joe Clark som spelades in av Sam Bush på albumet Glamour & Grits. Scotts mest framgångsrika insats under året var låten No Way Out som han skrev tillsammans med Marcus Hummon och som hamnade på hitlistorna med Suzy Bogguss. Senare gjorde Julie Roberts en cover på låten.
1997 medverkade Scott på album av David Beaudry, Bruce Carroll, Chris Rice, Monk Wilson, Jason Sellers, Guy Clark, Michael Peterson och Tim O'Brien. Tillsammans med Clark skrrev han Out in the Parking Lot som spelades in på Clarks album Keepers och som Kyle Jennings och Brad Paisley gjorde varsin cover på.  Tillsammans med O'Brien skrev han When There's No One Around, som O'Brien spelade in på sitt album When No One's Around och som Garth Brooks gjorde en cover av på Sevens.
Scott skrev som soloartist ett skivkontrakt med Sugar Hill Records och 22 april 1997 släppte han sitt debutalbum Aloha from Nashville. 1998 tog hans karriär fart då han medverkade på album med Olivia Newton-John, Deana Carter, Sam Bush, Jenny Simpson, Suzy Bogguss, Jon Pousette-Dart och Susan Werner, samt som producent av Werners Time Between Trains. Låten I'm Trying, som han skrev tillsammans med Tia Sillers, spelades in av Kevin Sharps album Love Is och blev senare en cover av Lee Greenwood och Diamond Rio. Pousette-Dart spelade in tre av Scotts låtar på sitt album Ready to Fly.
1999 medverkade han på album av Rhythm, Guy Clark, Sherrié Austin, Jason Sellers, Kate Rusby, Suzy Bogguss och Paul Brandt, samt producerade Clarks Cold Dog Soup. Dixie Chicks spelade in Heartbreak Town på sitt album Fly, New Grange spelade in Music Tree som skrevs av Scott och Tim O'Brien, och Trace Adkins spelade in Someday på sitt album More... 20 april 1999 släppte skivbolaget Sugar Hill Scotts andra soloalbum, Family Tree.

### 2000-talet

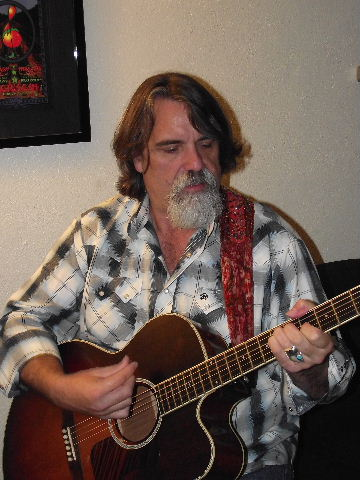
Darrell Scott, 2011.

Han fortsatte som vanligt att medverka på album av andra artister 2000, med bland andra Jelly Roll Johnson, Judith Edelman, Sam Bush, John Cowan, Warren Brothers, Jimmie Dale Gilmore, Trisha Yearwood, John Rich och John McCusker. Scotts och Verlon Thompsons Beside Myself spelades in på Johnsons album Jelly Roll Johnson and a Few Close Friends.
Born to Fly som Scott skrev tillsammans med Sara Evans och Marcus Hummon, spelades in som singel av Evans som fick en listetta med låten 20 januari 2001 och även fanns med på hennes album Born to Fly. Bill Miller spelade in Different Drum som han och Scott hade skrivit tillsammans för hans album Reservation Road och Travis Tritt spelade in Scotts It's a Great Day to Be Alive på albumet Road I Go album. Tritt fick en listetta med låten, som senare gjordes som cover av Pat Green och Cory Morrow. Vid samma tid spelade Scott och Tim O'Brien in albumet Real Time tillsammans som gavs ut på skivbolaget Howdy Skies Records 18 april 2000. Låten The Second Mouse nominerades till en Grammy Award för bästa insstrumenatala countryframförandet.
2001 medverkade Scott på album av bland andra Ginny Hawker, Kate Rusby, Sherrié Austin, Patty Loveless, Chely Wright och Tim O'Brien. Tillsammans med Irene Kelley skrev han Constant State of Grace som hon spelade in på sitt album Simple Path och Scotts låt You'll Never Leave Harlan Alive spelades in av Brad Paisley på sitt album Part II och av Loveless på Mountain Soul. Scott utsågs 2001 till årets låtskrivare av Nashville Songwriters Association.
2002 medverkade Scott på album av John Cowan, Guy Clark, Elizabeth Cook, Little Big Town, Montgomery Gentry, Steve Earle och Ty Herndon. Han producerade även Clarks album Dark. Long Time Gone, som Dixie Chicks fick en hit med och som skrevs av Scott till albumet Real Time, gav honom ytterligare en Grammynominering, denna gång för bästa countrylåt. Ytterligare en hit skriven av Scott var Darryl Worleys version av Family Tree, titellåten från Scotts andra soloalbum, som Worley gav ut på sitt album I Miss My Friend. Scott utsågs av ASCAP till årets låtskrivare 2002.
Under 2003 medverkade Scott på album av Malcolm Holcombe, Dick Siegel, Andrea Zonn, Steve Conn, Tim O'Brien och Sara Evans. Låten Another Day, som han skrev tillsammans med O'Brien, spelades in både på O'Briens album Traveler och på Karan Caseys Distant Shore. Evans, Scott och Marcus Hummon skrev Feel It Comin' On till Evans album Restless. 2003 startade Scott sitt eget skivbolag Full Light Records, där han släppte sitt tredje soloalbum Theatre of the Unheard 23 september 2003. Albumet innehöll låtar som han hade skrivit mellan 1986 och 1990 som 1992 hade spelats in på ett stort skivbolag men som inte gavs ut. Låtarna på albumet hade aldrig tidigare framförts offentligt.
Scott medverkade under 2004 på album av bland andra Jim Lauderdale, Johnsmith, Buddy Mondlock och Dirk Powell. Proving You Wrong, en låt han skrev tillsammans med Keb' Mo', spelades in på Keb' Mo's album Keep It Simple. Scott, Marcus Hummon och Andy Griggs skrev My Kind of Beautiful som spelades in på Griggs album This I Gotta See, och Old Town New som han skrev tillsammans med Bruce Robison, spelades in av Tim McGraw på albumet Live Like You Were Dying.
Under 2005 medverkade Scott på album av Warren Brothers, Tim O'Brien, Allison Moorer, Ciaran Tourish, Faith Hill, Jessi Alexander, Jon Randall, Shelly Fairchild, Kathy Mattea och Sara Evans. Tillsammans med Leslie Satcher skrev han Eight Crazy Hours (In the Story of Love) som spelades in på Fairchilds album Ride. Han skrev ensam We've Got Nothing but Love to Prove (även kallad Goodle, USA), som spelades in av Faith Hill på hennes album Fireflies. Han hade två låtar med på Hands Across the Water, ett album med flera artister där han själv framförde sin This Beggar's Heart tillsammans med Amhlaoibh och Muireann Nic, medan John Cowan and the Brock-McGuire Band spelade Cowan/Scott-låten Cumberland Plateau. Scott producerade albumet och spelade som kompmusiker på albumet. Neal McCoy spelade in Head South, en låt från Scotts debutalbum, på sitt album That's Life. Scotts Love's Not Through with Me Yet spelades in på Matteas album Right Out of Nowhere och efter ytterligare ett samarbete tillsammans med Sara Evans och Marcus Hummon spelade Evans in låten Momma's Night Out på sitt album Real Fine Place. På Full Light Records gav Scott 5 april 2005 ut en liveinspelning, Live in NC, tillsammans med Danny Thompson och Kenny Malone. På sitt skivbolag gav han ut sin fars album This Weary Way som han producerade och medverkade på samt var med och skrev I Wouldn't Live in Harlan County och What I Really Need Is You tillsammans med sin far. Han återutgav även albumet Real Time.
Under 2006 medverkade Scott på album av Casey Dreissen, Rascal Flatts, Doug & Telisha Williams, John Cowan och Johnsmith. Simple Man, en låt han skrev tillsammans med Hal Ketchum, spelades ina v John Corbetts själbetitlade album. Cowans album, New Tattoo, innehöll 6 Birds (In a Joshua Tree) och Drown, som båda hade skrivits av Scott och Cowan tillsammans, samt en cover av With a Memory Like Mine från albumet Real Time. Sam Bush spelade in Scotts River Take Me, en låt från Theatre of the Unheard, på sitt album Laps in Seven. Johnsmiths Break Me Open innehöll bland annat en cover av Love's Not Through with Me. 27 juni 2006 släppte Scott The Invisible Man, som var hans första album med nyskrivet material sedan Family Tree 1999.

## Diskografi
Album
- The Invisible Man (2006)
- Live in NC (med Danny Thompson och Kenny Malone) (2004)
- Theatre of the Unheard (2003)
- Real Time (med Tim O'Brien) (2000)
- Family Tree (1999)
- Aloha From Nashville (1997)